# The Long Road
The Long Road är det fjärde musikalbumet av det kanadensiska postgrunge-bandet Nickelback, utgivet den 23 september 2003.
The Long Road var uppföljaren till Nickelbacks genombrottsalbum Silver Side Up från 2001, och den ledande singeln från albumet var "Someday", vilken följdes av singlarna "Figured You Out", "Feelin' Way Too Damn Good", "Because of You" och slutligen "See You at the Show", vilken aldrig släpptes till radio.
The Long Road var det sista Nickelback-albumet med trummisen Ryan Vikedal, som tidigare hade spelat på albumen The State och Silver Side Up. Vikedal ersattes av före detta 3 Doors Down medlemmen Daniel Adair, som är Nickelbacks nuvarande trummis.
Albumet blev förklarat 3x platinum av RIAA i mars 2005, och 28 februari 2009 hade den sålt 3,470,373 kopior i USA. Världen runt har albumet sålt 5,000,000 kopior.
Countrymusik-sångaren Travis Tritt släppte en cover av låten "Should've Listened" på sitt album The Storm från 2007.

## Låtförteckning
1. "Flat on the Floor" – 2:02
2. "Do This Anymore" – 4:04
3. "Someday" – 3:27
4. "Believe It Or Not" – 4:08
5. "Feelin' Way too Damn Good" – 4:16
6. "Because of You" – 3:30
7. "Figured You Out" – 3:48
8. "Should've Listened" – 3:42
9. "Throw Yourself Away" – 3:55
10. "Another Hole in the Head" – 3:35
11. "See You at the Show" – 4:07

- Text: Chad Kroeger, utan spår 3: Chad Kroeger/Ryan Peake/Mike Kroeger
- Musik: Nickelback

## Medverkande
Musiker
- Chad Kroeger – sång, sologitarr
- Ryan Peake – rytmgitarr, keyboard, bakgrundssång
- Mike Kroeger – basgitarr, bakgrundssång
- Ryan Vikedal – trummor

Produktion
- Nickelback – musikproducent
- Joey Moi – musikproducent, ljudtekniker
- Randy Staub – ljudmix
- George Marino – mastering